# Гошинце
Го́шинце (мак. Гошинце) — село у Північній Македонії, входить до складу общини Липково Північно-Східного регіону.
Населення — 424 особи (перепис 2002) в 70 господарствах.